# Szillányi Péter
Szillányi Péter (1848-ig Stoikovich/Sztojkovits; Marosszlatina, 1822. - Szatmár, 1871. november 17.) Klapka komáromi vezérkari főnöke, alezredes.

## Élete
Apja Stoikovich Mihály császári királyi alezredes. A karánsebesi katonaiskolán végzett 1836-1839 között. Hadapródként szolgált az 57., majd 1841-től hadnagy a galícia 10. gyalogezredben. Kilépett hadnagy volt 1838-1845 között. Temes vármegye esküdtje lett.
1848. augusztusától a Temes vármegyei önkéntes nemzetőrök századosa, részt vett a bánsági szerbek elleni harcokban. Októbertől honvéd főhadnagy, decembertől százados a Sátoraljaújhelyen szervezett 42. honvédzászlóaljnál. 1848-1849 fordulóján a felső-tiszai hadtest kötelékében Franz von Schlik tábornok császári csapatai ellen harcolt. 1849. január 28-tól dandár-, a tavaszi hadjárat idején hadosztály vezérkari tiszt az I. hadtestben. Április 30-án áthelyezték a hadügyminisztériumba. Május 25-től őrnagy, vezérkari főnök Klapka György tábornok mellett. Július 12-től a komáromi hadsereg (a II. és VIII. hadtestből álló várőrség) vezérkari főnöke. Augusztus 8-án Klapka tábornok alezredessé léptette elő és a kitörési tervéért kitüntette a katonai érdemjel 3. osztályával.
Komárom feladása után emigrált, majd hazatérve visszavonultan élt. 1861-től Temes vármegyében szolgabíróvá, 1867-ben a Temes vármegyei Honvédegylet elnökévé választották. 1870-ben alezredesként reaktiválták a magyar királyi honvédséghez.

## Művei
- 1851 Komorn im Jahre 1849 mit besonderem Hinblick auf die Operationen der ungarischen Armee an der oberen Donau und Waag. Leipzig.